# Temporada da GP3 Series de 2018

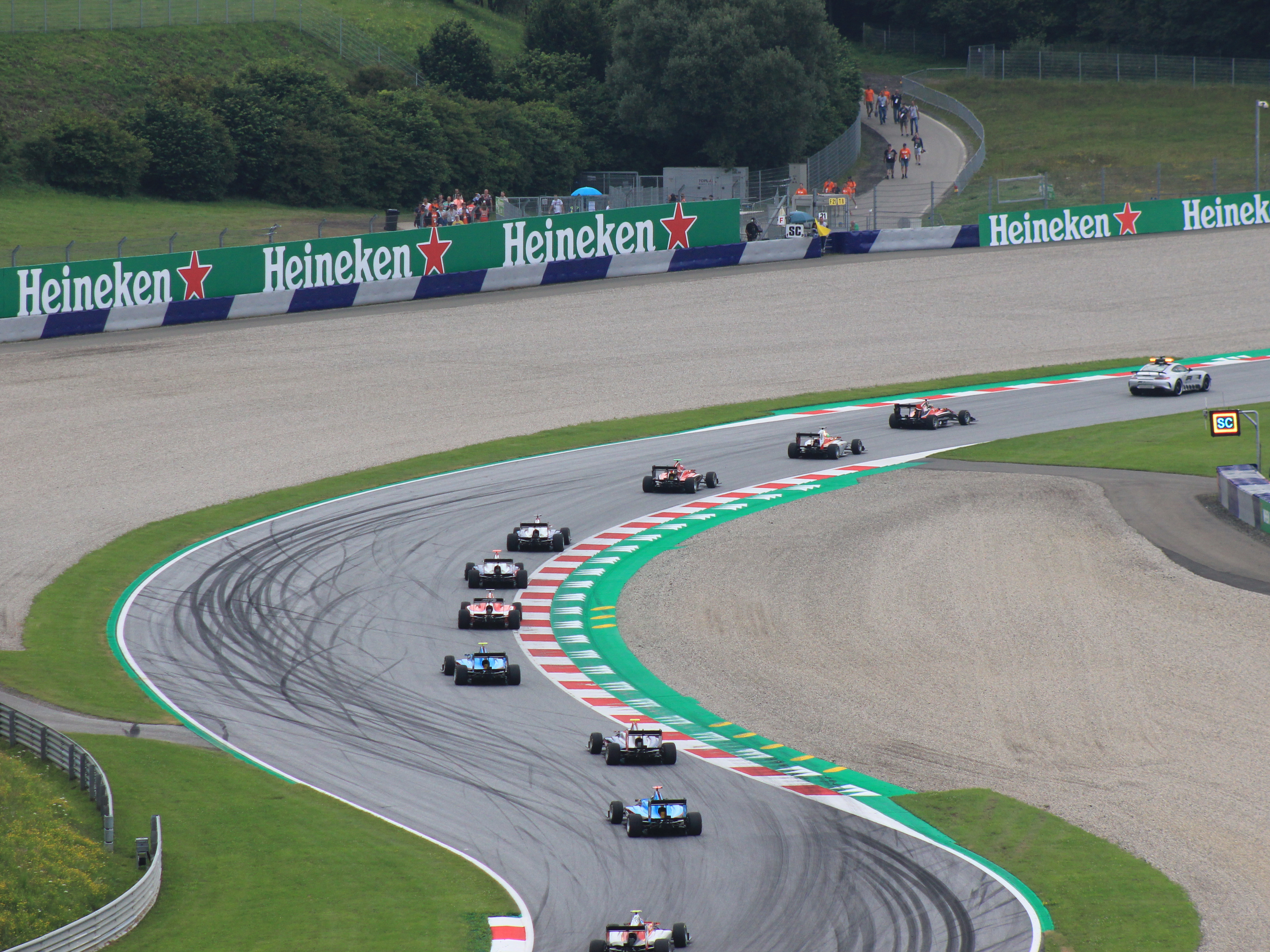
Etapa de Spielberg, Áustria

A Temporada da GP3 Series de 2018 foi a nona e última edição do campeonato da GP3 Series, categoria de apoio ao Campeonato Mundial de Fórmula 1 de 2018 e da categoria irmã Fórmula 2. Esta foi também a temporada final disputada da GP3 Series, como a categoria se unirá com o Campeonato Europeu de Fórmula 3 da FIA para formar uma nova categoria de corridas, o Campeonato de Fórmula 3 da FIA, em 2019.
2018 foi também a última temporada que o pacote de chassis Dallara GP3/16 — que estreou na GP3 Series de 2016 — foi usado na competição. Foi também a última temporada que o motor V6 de aspiração normal de 3,4 litros que estreou na temporada de 2013 foi usado, como um novo chassis e motor para o Campeonato de Fórmula 3 da FIA sendo lançado em 2019.
O campeão foi o francês Anthoine Hubert, da equipe ART Grand Prix, com 16 pontos de vantagem sobre o russo Nikita Mazepin, também da ART.

## Equipes e pilotos
Todos os pilotos da GP3 Series competiram com um chassi Dallara GP3/16 usando um motor Mecachrome GP3 V6 e pneus Pirelli P Zero e Cinturato.
| Equipe              | N.° | Pilotos             | Rodadas |
| ------------------- | --- | ------------------- | ------- |
| ART Grand Prix      | 1   | Callum Ilott        | Todas   |
| ART Grand Prix      | 2   | Anthoine Hubert     | Todas   |
| ART Grand Prix      | 3   | Nikita Mazepin      | Todas   |
| ART Grand Prix      | 4   | Jake Hughes         | Todas   |
| Trident Racing      | 5   | Pedro Piquet        | Todas   |
| Trident Racing      | 6   | Giuliano Alesi      | Todas   |
| Trident Racing      | 7   | Ryan Tveter         | Todas   |
| Trident Racing      | 8   | Alessio Lorandi     | 1–4     |
| Trident Racing      | 8   | David Beckmann      | 5–9     |
| Jenzer Motorsport   | 9   | Tatiana Calderón    | Todas   |
| Jenzer Motorsport   | 10  | Juan Manuel Correa  | Todas   |
| Jenzer Motorsport   | 11  | David Beckmann      | 1–4     |
| Jenzer Motorsport   | 11  | Jannes Fittje       | 5–9     |
| Arden International | 14  | Gabriel Aubry       | Todas   |
| Arden International | 15  | Julien Falchero     | 1–7     |
| Arden International | 15  | Sacha Fenestraz     | 8–9     |
| Arden International | 16  | Joey Mawson         | Todas   |
| Campos Racing       | 18  | Leonardo Pulcini    | Todas   |
| Campos Racing       | 19  | Simo Laaksonen      | Todas   |
| Campos Racing       | 20  | Diego Menchaca      | Todas   |
| MP Motorsport       | 22  | Dorian Boccolacci   | 1–5     |
| MP Motorsport       | 22  | Richard Verschoor   | 6–9     |
| MP Motorsport       | 23  | Will Palmer         | 1       |
| MP Motorsport       | 23  | Christian Lundgaard | 2       |
| MP Motorsport       | 23  | Devlin DeFrancesco  | 3–9     |
| MP Motorsport       | 24  | Niko Kari           | 1–7     |
| MP Motorsport       | 24  | Jehan Daruvala      | 9       |
| Fontes:             |     |                     |         |

### Mudanças nas equipes
- A DAMS deixou o campeonato após dois anos na competição. Sua vaga foi preenchida pela equipe de Fórmula 2 MP Motorsport.[30]

## Calendário
Foram realizadas nove rodadas no campeonato de 2018. Cada rodada consistia em duas corridas, a corrida 1, a mais longa, e a corrida 2, a mais curta:
| 1       | Circuito de Barcelona-Catalunha, Barcelona | 12 de maio     | 13 de maio     |
| 2       | Circuito de Paul Ricard, Le Castellet      | 23 de junho    | 24 de junho    |
| 3       | Red Bull Ring, Spielberg                   | 30 de junho    | 1 de julho     |
| 4       | Circuito de Silverstone, Silverstone       | 7 de julho     | 8 de julho     |
| 5       | Hungaroring, Budapest                      | 28 de julho    | 29 de julho    |
| 6       | Circuit de Spa-Francorchamps, Spa          | 25 de agosto   | 26 de agosto   |
| 7       | Autodromo Nazionale Monza, Monza           | 1 de setembro  | 2 de setembro  |
| 8       | Autódromo de Sóchi, Sóchi                  | 29 de setembro | 30 de setembro |
| 9       | Circuito de Yas Marina, Abu Dhabi          | 24 de novembro | 25 de novembro |
| Fontes: |                                            |                |                |

### Mudanças no calendário
- O campeonato foi expandido para nove etapas em 2018.[31]

- O campeonato voltou ao autódromo de Sóchi, sendo realizado em apoio ao Grande Prêmio da Rússia.[31] A última vez que a categoria visitou o circuito foi em 2015.

- O campeonato fez sua estreia no circuito de Paul Ricard, em apoio ao Grande Prêmio da França.[31]

- O evento independente realizado no circuito de Jerez em 2017 foi descontinuado.[31]

## Resultados e classificação

### Resumo da temporada
| Etapa | Etapa | Circuito                        | Pole position     | Volta mais rápida | Piloto vencedor   | Equipe vencedora |
| ----- | ----- | ------------------------------- | ----------------- | ----------------- | ----------------- | ---------------- |
| 1     | C1    | Circuito de Barcelona-Catalunha | Leonardo Pulcini  | Anthoine Hubert   | Nikita Mazepin    | ART Grand Prix   |
| 1     | C2    | Circuito de Barcelona-Catalunha |                   | Giuliano Alesi    | Giuliano Alesi    | Trident          |
| 2     | C1    | Circuito de Paul Ricard         | Dorian Boccolacci | Anthoine Hubert   | Anthoine Hubert   | ART Grand Prix   |
| 2     | C2    | Circuito de Paul Ricard         |                   | Anthoine Hubert   | Callum Ilott      | ART Grand Prix   |
| 3     | C1    | Red Bull Ring                   | Callum Ilott      | Leonardo Pulcini  | Callum Ilott      | ART Grand Prix   |
| 3     | C2    | Red Bull Ring                   |                   | Leonardo Pulcini  | Jake Hughes       | ART Grand Prix   |
| 4     | C1    | Circuito de Silverstone         | Anthoine Hubert   | Callum Ilott      | Anthoine Hubert   | ART Grand Prix   |
| 4     | C2    | Circuito de Silverstone         |                   | Callum Ilott      | Pedro Piquet      | Trident          |
| 5     | C1    | Hungaroring                     | Anthoine Hubert   | Nikita Mazepin    | Nikita Mazepin    | ART Grand Prix   |
| 5     | C2    | Hungaroring                     |                   | Dorian Boccolacci | Dorian Boccolacci | MP Motorsport    |
| 6     | C1    | Circuito de Spa-Francorchamps   | David Beckmann    | Anthoine Hubert   | David Beckmann    | Trident          |
| 6     | C2    | Circuito de Spa-Francorchamps   |                   | Nikita Mazepin    | Nikita Mazepin    | ART Grand Prix   |
| 7     | C1    | Autódromo Nacional de Monza     | David Beckmann    | David Beckmann    | David Beckmann    | Trident          |
| 7     | C2    | Autódromo Nacional de Monza     |                   | Nikita Mazepin    | Pedro Piquet      | Trident          |
| 8     | C1    | Autódromo de Sóchi              | Leonardo Pulcini  | Nikita Mazepin    | Leonardo Pulcini  | Campos Racing    |
| 8     | C2    | Autódromo de Sóchi              |                   | David Beckmann    | David Beckmann    | Trident          |
| 9     | C1    | Circuito de Yas Marina          | Nikita Mazepin    | Nikita Mazepin    | Leonardo Pulcini  | Campos Racing    |
| 9     | C2    | Circuito de Yas Marina          |                   | Ryan Tveter       | Nikita Mazepin    | ART Grand Prix   |

### Sistema de pontuação
Os pontos eram atribuídos aos dez melhores classificados na corrida 1, e aos oito melhores classificados na corrida 2. O pole-sitter da corrida 1 também recebia quatro pontos, e dois pontos eram concedidos ao piloto que fazia a volta mais rápida dentro dos dez melhores tanto na corrida 1 quanto na corrida 2. Nenhum ponto extra era concedido ao pole-sitter da segunda corrida, pois o grid de largada para a corrida 2 era baseado nos resultados da corrida 1 com os oito melhores pilotos, tendo suas posições invertidas.
Pontos da corrida 1
| Posição | 1º | 2º | 3º | 4º | 5º | 6º | 7º | 8º | 9º | 10º | Pole | VMR |
| Pontos  | 25 | 18 | 15 | 12 | 10 | 8  | 6  | 4  | 2  | 1   | 4    | 2   |

Pontos da corrida 2
Os pontos foram atribuídos aos oito melhores classificados.
| Posição | 1º | 2º | 3º | 4º | 5º | 6º | 7º | 8º | VMR |
| Pontos  | 15 | 12 | 10 | 8  | 6  | 4  | 2  | 1  | 2   |

### Campeonato de Pilotos
| Pos. | Piloto              | CAT | CAT | LEC | LEC | RBR | RBR | SIL | SIL | HUN | HUN | SPA | SPA | MNZ | MNZ | SOC | SOC | YMC | YMC | Pontos |
| ---- | ------------------- | --- | --- | --- | --- | --- | --- | --- | --- | --- | --- | --- | --- | --- | --- | --- | --- | --- | --- | ------ |
| 1    | Anthoine Hubert     | 2   | 2   | 1   | 7   | 17  | 9   | 1   | 4   | 3   | 3   | 3   | 2   | 2   | DSQ | 3   | 4   | 3   | Ret | 214    |
| 2    | Nikita Mazepin      | 1   | 10  | 2   | 5   | 13  | 7   | 2   | 7   | 1   | 12  | 5   | 1   | 5   | 3   | 2   | Ret | 5   | 1   | 198    |
| 3    | Callum Ilott        | 3   | 7   | 8   | 1   | 1   | 6   | 3   | 5   | 6   | 2   | 6   | 3   | 3   | DSQ | 13  | 18  | 4   | 4   | 167    |
| 4    | Leonardo Pulcini    | 4   | 9   | 4   | 8   | 2   | 3   | 6   | 6   | 2   | 4   | 15  | Ret | 14  | 7   | 1   | 8   | 1   | 12  | 156    |
| 5    | David Beckmann      | 6   | 17  | 18  | 10  | 8   | Ret | 14  | Ret | 4   | 7   | 1   | Ret | 1   | 5   | 5   | 1   | 2   | Ret | 137    |
| 6    | Pedro Piquet        | 9   | Ret | 6   | 2   | 4   | 2   | 7   | 1   | 12  | 9   | 4   | 5   | 7   | 1   | 15  | 11  | 12  | Ret | 106    |
| 7    | Giuliano Alesi      | 7   | 1   | 3   | 6   | 6   | Ret | 8   | 2   | 17† | 16  | 9   | 6   | 6   | 2   | 14  | 17  | 6   | 10  | 100    |
| 8    | Jake Hughes         | 13  | 3   | 10  | 17  | 5   | 1   | Ret | 8   | 16  | 14  | 7   | 4   | 9   | 4   | 7   | 16  | 7   | 2   | 85     |
| 9    | Ryan Tveter         | 17  | 14  | 11  | 9   | 7   | Ret | 4   | 3   | 5   | 6   | 2   | 8   | 11  | 16  | 18  | 9   | 11  | 5   | 69     |
| 10   | Dorian Boccolacci   | 5   | 5   | DSQ | 14  | 10  | 5   | 5   | 9   | 8   | 1   |     |     |     |     |     |     |     |     | 58     |
| 11   | Alessio Lorandi     | 11  | 16  | 5   | 4   | 3   | 4   | 10  | 12  |     |     |     |     |     |     |     |     |     |     | 42     |
| 12   | Juan Manuel Correa  | 8   | 4   | 9   | 12  | 19  | 13  | Ret | 15  | 7   | 5   | 11  | 10  | 17  | Ret | 9   | 5   | 8   | 6   | 42     |
| 13   | Joey Mawson         | 16  | 15  | 7   | 3   | Ret | 10  | 9   | 13  | Ret | 18  | 8   | 17† | 12  | 12  | 8   | 2   | 20  | 9   | 38     |
| 14   | Simo Laaksonen      | 15  | 8   | 13  | 11  | 9   | 15  | 13  | 16  | 14  | 11  | 12  | 13  | 4   | 8   | 6   | 14  | 9   | 3   | 36     |
| 15   | Richard Verschoor   |     |     |     |     |     |     |     |     |     |     | 17  | 7   | 8   | 9   | 4   | 3   | 14  | 7   | 30     |
| 16   | Tatiana Calderón    | Ret | Ret | 17  | 16  | 12  | 12  | Ret | 10  | 11  | 8   | 10  | 9   | 15  | 6   | 10  | 7   | 10  | 8   | 11     |
| 17   | Niko Kari           | Ret | 6   | DSQ | Ret | 11  | 8   | 11  | Ret | Ret | Ret | 14  | 12  | 10  | 10  |     |     |     |     | 6      |
| 18   | Gabriel Aubry       | 12  | Ret | 15  | Ret | 16  | Ret | Ret | Ret | 10  | 13  | 13  | 11  | Ret | Ret | 11  | 6   | 15  | 14  | 5      |
| 19   | Diego Menchaca      | 10  | 12  | 14  | Ret | 14  | 16  | 12  | 11  | 9   | 10  | 19  | 16  | Ret | 14  | Ret | 15  | 18  | 16  | 3      |
| 20   | Jannes Fittje       |     |     |     |     |     |     |     |     | 13  | 17  | 20  | 15  | 16  | 11  | 12  | 10  | 13  | Ret | 0      |
| 21   | Devlin DeFrancesco  |     |     |     |     | 18† | 11  | 15  | 14  | WD  | WD  | 18  | Ret | 13  | 15  | 17  | 12  | 17  | 11  | 0      |
| 22   | Julien Falchero     | 14  | 11  | 16  | 15  | 15  | 14  | Ret | Ret | 15  | 15  | 16  | 14  | Ret | 13  |     |     |     |     | 0      |
| 23   | Christian Lundgaard |     |     | 12  | 13  |     |     |     |     |     |     |     |     |     |     |     |     |     |     | 0      |
| 24   | Sacha Fenestraz     |     |     |     |     |     |     |     |     |     |     |     |     |     |     | 16  | 13  | 16  | 15  | 0      |
| 25   | Will Palmer         | 18  | 13  |     |     |     |     |     |     |     |     |     |     |     |     |     |     |     |     | 0      |
| 26   | Jehan Daruvala      |     |     |     |     |     |     |     |     |     |     |     |     |     |     |     |     | 19  | 13  | 0      |
| Pos. | Piloto              | CAT | CAT | LEC | LEC | RBR | RBR | SIL | SIL | HUN | HUN | SPA | SPA | MNZ | MNZ | SOC | SOC | YMC | YMC | Pontos |

| Cor        | Resultado             |
| ---------- | --------------------- |
| Ouro       | Vencedor              |
| Prata      | 2.º lugar             |
| Bronze     | 3.º lugar             |
| Verde      | Terminou, nos pontos  |
| Azul       | Terminou, sem pontos  |
| Púrpura    | Ret – Retirou-se      |
| Vermelho   | NQ – Não qualificado  |
| Preto      | DSQ – Desqualificado  |
| Branco     | NL – Não largou       |
| Branco     | C – Corrida cancelada |
| Azul claro | AT – Apenas Treino    |
| Sem cor    | NP – Não participou   |
| Sem cor    | Les – Lesionado       |
| Sem cor    | EX – Excluído         |

Notas:
- † – Pilotos que não terminaram a corrida mas foram classificados pois completaram 90% da corrida.

### Campeonato de Equipes
| Pos. | Equipe              | CAT | CAT | LEC | LEC | RBR | RBR | SIL | SIL | HUN | HUN | SPA | SPA | MNZ | MNZ | SOC | SOC | YMC | YMC | Pontos |
| ---- | ------------------- | --- | --- | --- | --- | --- | --- | --- | --- | --- | --- | --- | --- | --- | --- | --- | --- | --- | --- | ------ |
| 1    | ART Grand Prix      | 1   | 2   | 1   | 1   | 1   | 1   | 1   | 4   | 1   | 2   | 3   | 1   | 2   | 3   | 2   | 4   | 3   | 1   | 640    |
| 1    | ART Grand Prix      | 2   | 3   | 2   | 5   | 5   | 6   | 2   | 5   | 3   | 3   | 5   | 2   | 3   | 4   | 3   | 16  | 4   | 2   | 640    |
| 1    | ART Grand Prix      | 3   | 7   | 8   | 7   | 13  | 7   | 3   | 7   | 6   | 12  | 6   | 3   | 5   | DSQ | 7   | 18  | 5   | 4   | 640    |
| 2    | Trident             | 7   | 1   | 3   | 2   | 3   | 2   | 4   | 1   | 4   | 7   | 1   | 5   | 1   | 1   | 5   | 1   | 2   | 5   | 433    |
| 2    | Trident             | 9   | 14  | 5   | 4   | 4   | 4   | 7   | 2   | 5   | 8   | 2   | 6   | 6   | 2   | 14  | 9   | 8   | 10  | 433    |
| 2    | Trident             | 11  | 16  | 6   | 6   | 6   | Ret | 8   | 3   | 12  | 9   | 4   | 8   | 7   | 5   | 15  | 11  | 11  | Ret | 433    |
| 3    | Campos Racing       | 4   | 8   | 4   | 8   | 2   | 3   | 6   | 6   | 2   | 4   | 12  | 13  | 4   | 7   | 1   | 8   | 1   | 3   | 195    |
| 3    | Campos Racing       | 10  | 9   | 13  | 11  | 9   | 15  | 12  | 11  | 9   | 10  | 15  | 16  | 14  | 8   | 6   | 14  | 9   | 16  | 195    |
| 3    | Campos Racing       | 15  | 12  | 14  | Ret | 14  | 16  | 13  | 16  | 14  | 11  | 19  | Ret | Ret | 14  | Ret | 15  | 18  | Ret | 195    |
| 4    | MP Motorsport       | 5   | 5   | 12  | 13  | 10  | 5   | 5   | 9   | 8   | 1   | 14  | 7   | 8   | 9   | 4   | 3   | 14  | 7   | 94     |
| 4    | MP Motorsport       | 18  | 6   | DSQ | 14  | 11  | 8   | 11  | 14  | Ret | Ret | 17  | 12  | 10  | 10  | 17  | 12  | 17  | 11  | 94     |
| 4    | MP Motorsport       | Ret | 13  | DSQ | Ret | 18† | 11  | 15  | Ret | WD  | WD  | 18  | Ret | 13  | 15  | DNP | DNP | 19  | 13  | 94     |
| 5    | Jenzer Motorsport   | 6   | 4   | 9   | 10  | 8   | 12  | 14  | 10  | 7   | 5   | 10  | 9   | 15  | 6   | 9   | 5   | 8   | 6   | 65     |
| 5    | Jenzer Motorsport   | 8   | 17  | 17  | 12  | 12  | 13  | Ret | 15  | 11  | 8   | 11  | 10  | 16  | 11  | 10  | 7   | 10  | 8   | 65     |
| 5    | Jenzer Motorsport   | Ret | Ret | 19  | 16  | 19  | Ret | Ret | Ret | 13  | 17  | 20  | 15  | 17  | Ret | 12  | 10  | 13  | Ret | 65     |
| 6    | Arden International | 12  | 11  | 7   | 3   | 15  | 10  | 9   | 13  | 10  | 13  | 8   | 11  | 12  | 12  | 8   | 2   | 15  | 9   | 43     |
| 6    | Arden International | 14  | 15  | 15  | 15  | 16  | 14  | Ret | Ret | 15  | 15  | 13  | 14  | Ret | 13  | 11  | 6   | 16  | 14  | 43     |
| 6    | Arden International | 16  | Ret | 16  | Ret | Ret | Ret | Ret | Ret | Ret | 18  | 16  | 17  | Ret | Ret | 16  | 13  | 20  | 15  | 43     |
| Pos. | Equipe              | CAT | CAT | LEC | LEC | RBR | RBR | SIL | SIL | HUN | HUN | SPA | SPA | MNZ | MNZ | SOC | SOC | YMC | YMC | Pontos |

| Cor        | Resultado             |
| ---------- | --------------------- |
| Ouro       | Vencedor              |
| Prata      | 2.º lugar             |
| Bronze     | 3.º lugar             |
| Verde      | Terminou, nos pontos  |
| Azul       | Terminou, sem pontos  |
| Púrpura    | Ret – Retirou-se      |
| Vermelho   | NQ – Não qualificado  |
| Preto      | DSQ – Desqualificado  |
| Branco     | NL – Não largou       |
| Branco     | C – Corrida cancelada |
| Azul claro | AT – Apenas Treino    |
| Sem cor    | NP – Não participou   |
| Sem cor    | Les – Lesionado       |
| Sem cor    | EX – Excluído         |

Notas:
- † – Pilotos que não terminaram a corrida mas foram classificados pois completaram 90% da corrida.